# Чипурин, Михаил Алексеевич
Михаил Алексеевич Чипурин (род. 17 ноября 1980, Москва) — бывший российский гандболист, заслуженный мастер спорта России. Заслуженный мастер спорта России.

## Биография
Начал заниматься гандболом в 1990 году в ДЮСШ города Москвы. Выступал за столичные клубы «Кунцево», «ЦСКА−СпортАкадемКлуб». В 2001 году был приглашён в «Чеховские медведи», где поначалу выступал за второй состав. В 2013 году в связи возникшими у подмосковного клуба финансовыми проблемами перешёл в македонский «Вардар». Карьеру игрока закончил во французском клубе «Иври».
После окончания карьеры работал в системе подготовки молодых игроков в клубе ЦСКА. Затем занимал должности исполнительного директора Московской федерации гандбола и директора «Московской гандбольной академии». В 2023 году был избран членом Высшего совета Федерации гандбола России.
Окончил Российский государственный университет физической культуры, спорта и туризма (РГУФК). Женат, имеет троих детей.

## Достижения
- Бронзовый призёр ОИ−2004 в Афинах
- Чемпион мира среди юниоров — 2001
- Обладатель Кубка обладателей кубков европейских стран — 2006
- Чемпион России 2004—2013 годов
- Многократный обладатель Кубка России
- Победитель SEHA LEAGUE — 2014
- Чемпион Македонии — 2015
- Обладатель Кубка Македонии — 2014, 2015

## Статистика
Статистика Михаила Чипурина сезона 2016/17 указана на 21.6.2017
| Сезон           | Клуб    | Лига           | Матчи | Голы | 7-метр | Голы |
| --------------- | ------- | -------------- | ----- | ---- | ------ | ---- |
| 2015/16         | ГК Иври | LNH division 1 | 19    | 39   | 0      | 39   |
| 2016/17         | ГК Иври | LNH division 1 | 26    | 36   | 0      | 36   |
| 2015 — по н. в. | Итого   | LNH division 1 | 45    | 75   | 0      | 75   |